# Нурмучаш (Новоторъяльский район)
 Нурмучаш  — деревня в Новоторъяльском районе Республики Марий Эл. Входит в состав Староторъяльского сельского поселения.

## География
Находится в северо-восточной части республики Марий Эл на расстоянии приблизительно 8 км по прямой на юг от районного центра посёлка Новый Торъял.

## История
Известна с 1766 года, когда в деревне имелось 8 домов. Проживали черемисы. В 1970 году в Нурмучаше проживали 66 человек, в основном, мари. К 1981 году насчитывалось 14 хозяйств, 42 человека. В 1996 году числилось 11 хозяйств, 21 человек. В 2002 году в деревне осталось 10 дворов. В советское время работал колхоз «Нурмучаш».

## Население
Население составляло 15 человек (мари 87 %) в 2002 году, 16 в 2010.